# (7054) Brehm
Pour les articles homonymes, voir Brehm.
(7054) Brehm est un astéroïde de la ceinture principale.

## Description
(7054) Brehm est un astéroïde de la ceinture principale. Il fut découvert le 6 avril 1989 à Tautenburg par Freimut Börngen. Il présente une orbite caractérisée par un demi-grand axe de 2,25 UA, une excentricité de 0,12 et une inclinaison de 6,9° par rapport à l'écliptique.

## Compléments